# Magéma (Dogo)
Magéma (auch: Madjéma, Majéma) ist ein Dorf in der Landgemeinde Dogo in Niger.

## Geographie
Das von einem traditionellen Ortsvorsteher (chef traditionnel) geleitete Dorf liegt am Ufer des Trockentals Korama. Es befindet sich rund 19 Kilometer südwestlich des Hauptorts Dogo der gleichnamigen Landgemeinde, die zum Departement Mirriah in der Region Zinder gehört. Zu den Siedlungen in der näheren Umgebung von Magéma zählen Zangon Illo im Norden, Gojo Gojo im Osten, Korama im Südosten sowie Angoual Bako und Maïwando Haoussa im Westen.
Es herrscht das Klima der Sahelzone vor, mit einer durchschnittlichen jährlichen Niederschlagsmenge zwischen 300 und 400 mm.

## Bevölkerung
Bei der Volkszählung 2012 hatte Magéma 577 Einwohner, die in 110 Haushalten lebten. Bei der Volkszählung 2001 betrug die Einwohnerzahl 103 in 20 Haushalten und bei der Volkszählung 1988 belief sich die Einwohnerzahl auf 211 in 63 Haushalten.

## Wirtschaft und Infrastruktur
In Magéma enden die in Doungou beginnende 25,76 Kilometer lange Route 740, die in Droum beginnende 17,12 Kilometer lange Route 753 und die im Nachbardorf Korama beginnende 9,2 Kilometer lange Route 761. Es handelt sich jeweils um wenig ausgebaute Landstraßen.